# 德國聯邦衛生部
德國聯邦衛生部是德國聯邦部會之一，總部位於波昂，另在柏林設有第二辦公室。

## 歷史

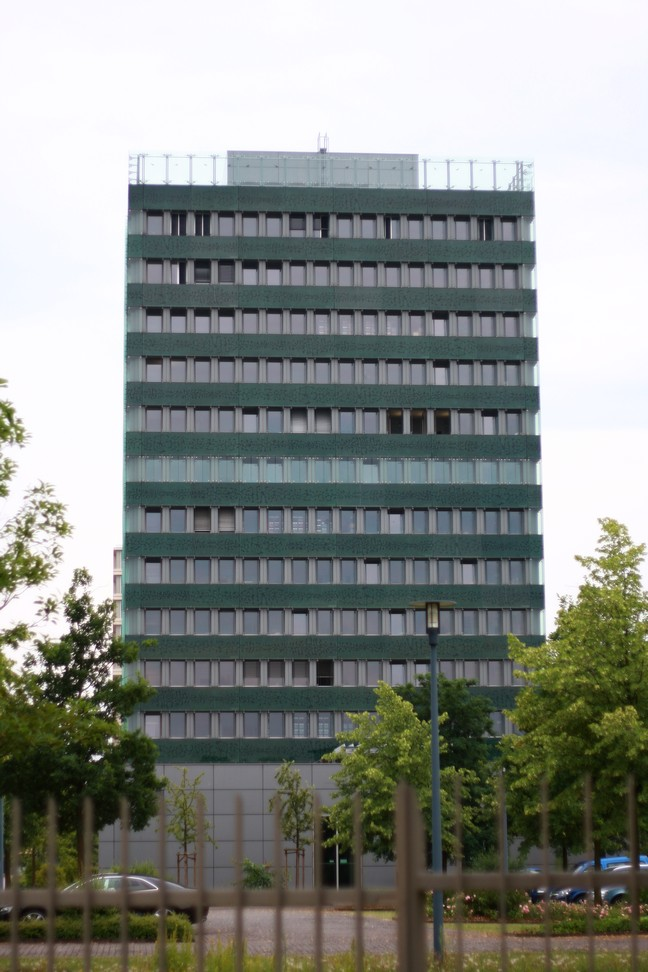
波昂辦公室。

聯邦衛生部成立於1961年，1969年與聯邦家庭及青年部合併為聯邦青年、家庭与衛生部。
1991年，政府恢復聯邦衛生部。2002年，衛生部納入社會事務，改名為聯邦衛生与社會安全部（Bundesministerium für Gesundheit und Soziale Sicherung）。2005年，社會事務移往聯邦勞工与社會事務部，名稱恢復為聯邦衛生部。

## 职责
聯邦衛生部的職責有：
- 維持法定醫療保險和長期护理保險制度的有效性和效率
- 維持和提高医疗保健制度的品質。
- 加強患者利益
- 保持经济稳定发展和稳定贡献水平
- 預防措施和預防保健
- 《傳染病防治法》（Infektionsschutzgesetz，IfSG）的保護
- 建立製造、臨床試驗、批准、銷售通路、藥品及醫療器材監控的指導方針。目標是：
  - 品質、醫療效用及安全
  - 血液製品等生物醫療產品的安全
- 毒品与药物依赖性風險預防
- 預防，康复和殘疾人保障政策：醫療与身体机能康复、残障人士法制管理、残障人士援助与利益维护
- 歐洲和國際衛生政策

## 机构设置

### 主管机构
聯邦衛生部對於以下政府機構負有監督責任：
- 联邦药品与医疗器械研究所（Bundesinstitut für Arzneimittel und Medizinprodukte，BfArM）
- 联邦健康教育中心（Bundeszentrale für gesundheitliche Aufklärung，BZgA）
- 德国医学文献与信息研究所（Deutsches Institut für medizinische Dokumentation und Information，DIMDI）
- 保羅·埃利赫研究院（Paul Ehrlich Institut，PEI）
- 羅伯特·科赫研究所

## 外部連結
- 聯邦衛生部官网 （页面存档备份，存于） （德文）